# Ricardo Nascimento (football, 1974)
Pour les articles homonymes, voir Nascimento.
Ricardo Nascimento est un footballeur portugais né le 19 avril 1974 à Vila Nova de Gaia.

## Biographie
Ricardo commence sa carrière au Leixões SC où il inscrit un but en seize apparitions en seconde division. Il va ensuite sillonner le pays pour cumuler près de 205 matchs avec différents clubs dont notamment le Boavista FC, le Varzim SC ou le Sporting Braga.
Il vit sa première expérience à l'étranger lors de la saison 2000-2001 avec le Montpellier HSC qui finit troisième de Division 2. Mais avec seulement 7 matchs joués, il revient rapidement au pays.
En 2005, il décide de partir pour l'Asie où il va passer deux saisons au FC Séoul avant de rentrer au Portugal en 2008.
Il signe finalement au CD Aves, club pour lequel il avait déjà joué, en déclarant qu'il revenait dans le club de son cœur. Il prend sa retraite en 2010.

## Statistiques et palmarès

### En club

#### Titres
| - FC Séoul - Hauzen Cup - Vainqueur : 2006 - Finaliste : 2007 |

#### Distinctions personnelles
- FC Séoul
  - Meilleur passeur de la K League en 2005 (9 passes)